# Доля барабанщика (фільм, 1976)
Про однойменний фільм 1955 року див. Доля барабанщика (фільм, 1955)
«Доля барабанщика» — радянський художній фільм, знятий режисером Олександром Ігішевим у 1976 році за однойменною повістю Аркадія Гайдара.

## Сюжет
Дія відбувається у 1930-ті роки. Піонер Сергій Щербачов, чий батько арештований, випадково опиняється помічником шпигуна. Зрозумівши це, він вступає в сутичку з ним.

## У ролях
- Леонід Рисов —  Сергій
- Володимир Станкевич —  Славка
- Володимир Корецький —  Щербачов
- Наталія Фатєєва —  Валентина
- Анатолій Грачов —  Платон Половцев
- Володимир Самойлов —  «дядя Вася», шпигун
- Ангеліна Степанова —  божевільна бабка
- Сергій Яковлєв —  дід Яків, шпигун
- Вадим Мадянов —  Юрка Ковякін
- Олександр Мовчан —  Грачковський
- Тетяна Григоренко —  Ніна, дочка Половцева

## Знімальна група
- Автор сценарію:  Олександр Лапшин
- Режисер: Олександр Ігішев
- Оператор:  Альберт Осипов
- Композитор: Ігор Шамо
- Художник: Енріке Родрігес